# Antenne NRW
Antenne NRW ist ein privater Radiosender mit Sitz in Köln in Nordrhein-Westfalen. Das von der Antenne Bayern Gruppe realisierte Hörfunkprogramm für NRW gehört seit 1. Juli 2025 zum Medienunternehmen der Radio Group. Es richtet sich an die Kernzielgruppe der 30- bis 59-Jährigen.

## Programm

Ehemaliges Logo unter Antenne-Bayern-Führung

Antenne NRW sendet seit 29. Oktober 2021 ein Vollprogramm, welches aus den Elementen Musik, Information, Unterhaltung und Service besteht.
Das mit dem Slogan Die besten Hits aller Zeiten! beworbene Musikformat beinhaltet Popmusik der vergangenen Jahrzehnte mit Schwerpunkt 1980er- und 1990er-Jahre. Zur vollen Stunde sind Nachrichten, Wetterbericht und Verkehrsservice für Nordrhein-Westfalen zu hören.
Neben Stefan Haase, der von Beginn an dabei ist, gehören Christian vom Hofe, Tanja Marschal und Patrick Fuchs zum Moderatorenteam. Philipp Höfer informiert in den Nachrichten über das wichtigste aus NRW und der Welt. Stefan Haase berichtet als NRW-Reporter aus dem gesamten Bundesland.
Seit dem 2. November 2021 läuft unter der Woche die Morningshow Guten Morgen NRW, die anfangs von Jörn Ehlert moderiert wurde, bevor Christian vom Hofe ab Januar 2022 übernommen hat.
Der niederländische DJ Ben Liebrand gestaltete im Jahr 2022 den Samstagabend mit Antenne NRW in the mix. Seit dem Jahreswechsel 2022/23 beginnt der Sonnabend stattdessen mit der Antenne NRW Ü30 Party.

## Empfangsmöglichkeiten
Antenne NRW wird seit dem 29. Oktober 2021 via DAB+ im landesweiten Digitalradiomultiplex der audio.digital NRW GmbH auf Kanal 9D (208,064 MHz) sowie als Webstream verbreitet.